# Federigo Amadei
Federigo Amadei (Mantova, 8 febbraio 1684 – Mantova, 3 febbraio 1755) è stato un religioso e storico italiano.

## Biografia
Era figlio del notaio Angelo e di Orsola Martinelli, sorella del fisico Carlo.
Fu educato allo studio delle lettere presso i Domenicani di Mantova. Conobbe a Venezia nel gennaio 1707 l'ultimo duca di Mantova Ferdinando Carlo di Gonzaga-Nevers, dopo aver lasciato Mantova e qui si fermò sino al dicembre 1707 assieme al suo primo ministro Ascanio Andreasi. Il 7 aprile 1708 fu ordinato sacerdote dal vescovo Enrico Vialardi. Passò al servizio del marchese Giovanni Gonzaga, del ramo cadetto dei Gonzaga di Vescovato,  abate di Grazzano, quindi del marchese Silvio Gaetano Gonzaga, del ramo cadetto dei Gonzaga di Palazzolo e poi del figlio Francesco Antonio Gonzaga, marchese di Palazzolo.
Morì a Mantova nel 1755 e volle essere sepolto nella chiesa di Santa Maria del  Carmine, vicino al sarcofago del beato Battista Spagnoli, deceduto nel 1516. 
Sulla tomba volle scritto:

VIXIT INOPS
NEGLECTUS OBIIT
PRO PATRIA MULTUM SCRIPSIT
INGRATA NIHIL TANTO PRO LABORE DONAVIT.

## Opere
- Cronaca universale della città di Mantova, pubblicata in cinque volumi dal 1954 al 1958 a Mantova.[2]